# La prima volta (Salmo)
La prima volta è un singolo del rapper italiano Salmo, pubblicato il 1º febbraio 2011 come primo e unico estratto dal primo album in studio The Island Chainsaw Massacre.
La versione pubblicata come singolo non è la versione originale registrata in studio, bensì un remix realizzato da Bling Beatz ed inserito nell'edizione speciale di The Island Chainsaw Massacre.

## Tracce
Download digitale
1. La prima volta (Bling Beatz Remix) – 3:59

12"
- Lato A

1. La prima volta – 3:47

- Lato B

1. La prima volta (Bling Beatz Remix) – 3:59